# Berberis glomerata
Berberis glomerata es una especie de plantas de la familia Berberidaceae.   

## Descripción
Berberis glomerata crece erecta, como arbusto ligeramente ramificado, alcanzando un tamaño de 2 metros de altura. La corteza de las ramas jóvenes es peluda, de color rojo oscuro o de color marrón y gris con la edad. Las ramas espinosas. Las  hojas son pecioladas, ovado-oblongas a rómbicas, curvadas, de 8-20 mm de largo y de 2 a 10 mm de ancho. Sus gamas de colores van de color gris-verde a verde oliva. La inflorescencia es alargada, racemosa y está compuesta por tres a ocho flores juntas. Las flores amarillas miden alrededor de 2,5 mm de largo. El fruto es una baya globular de color púrpura de 6-7 mm de diámetro. Las semillas de unos 4 milímetros de largo. 

## Distribución
Esta planta se encuentra en Chile en la provincia de Coquimbo, de donde es endémica.

## Taxonomía
Berberis glomerata fue descrita por Hook. & Arn. y publicado en The Botany of Captain Beechey's Voyage 5. 1841[1830].
Etimología
Berberis: nombre genérico que es la forma latinizada del nombre árabe de la fruta.
glomerata: epíteto latino que significa "en grupos".
Sinonimia
- Berberis glomerata var. glomerata
- Berberis glomerata var. zahlbruckneriana (C.K.Schneid.) Ahrendt
- Berberis zahlbruckneriana C.K.Schneid.[4]